# Musorivți, Zbaraj
Musorivți (în ucraineană Мусорівці) este un sat în comuna Kapustînți din raionul Zbaraj, regiunea Ternopil, Ucraina.

## Demografie
Componența lingvistică a localității Musorivți
     Ucraineană (99,54%)
     Alte limbi (0,46%)
Conform recensământului din 2001, majoritatea populației localității Musorivți era vorbitoare de ucraineană (99,54%), existând în minoritate și vorbitori de alte limbi.